# Ceredigion
Ceredigion (walisisch Sir Ceredigion) ist eine Principal Area im Westen von Wales. Verwaltungssitz ist Aberaeron, die größte Stadt ist Aberystwyth.
In Lampeter ist ein Teil der über den gesamten Landesteil verteilten University of Wales angesiedelt. Ein früher bedeutender Hafen war die Stadt Cardigan im Süden des Bezirks.

## Cardiganshire
Ceredigion ist der walisische Name für Cardiganshire; der Verwaltungsbezirk ist weitgehend flächengleich mit der traditionellen Grafschaft Cardiganshire / Ceredigion. Sie wird im Süden durch den River Teifi, Pembrokeshire und Carmarthenshire, im Westen durch die Irische See, im Osten durch Brecknockshire, Radnorshire und Montgomeryshire und im Norden durch Merionethshire  begrenzt. Die historische Hauptstadt ist Cardigan. 1961 hatte Cardiganshire 53.564 Einwohner auf 1.793 km².
Bis 1974 war Cardiganshire eine Verwaltungsgrafschaft und wurde dann zum District Ceredigion der neugebildeten Grafschaft Dyfed. Seit der Verwaltungsreform von 1996 ist Ceredigion eine Principal Area. Ceredigion besitzt den Status eines County.

## Orte
- Aberaeron
- Aberarth
- Aberporth
- Aberystwyth
- Borth
- Cardigan
- Cwmerfyn
- Gartheli
- Lampeter
- Llanddewi Brefi
- Mwnt
- New Quay
- Penbryn
- Pennant
- Tregaron
- Ystrad Einion
- Ystrad Fflur
- Ysbyty Ystwyth

## Sehenswürdigkeiten
- Aberystwith and Welsh Coast Railway
- Aberystwyth Castle
- Aberystwyth University
- Bronwydd Castle
- Cardigan Bay
- Cardigan Castle
- Cardigan Island
- Castell Bach Bay
- Castell Cadwgan
- Castell Hywel
- Eglwys Dewi Sant, Pfarrkirche in Llanddewi Brefi
- National Library of Wales in Aberystwyth
- Soar-y-Mynydd Chapel
- Ystwyth